# Emma Friis
Emma Friis (født 31. oktober 1999 i Herning, Danmark) er en dansk håndboldspiller, der spiller for CSM Bucuresti og Danmarks kvindehåndboldlandshold.
I 2015-16 gik Emma Friis et år på Sportsefterskolen SINE i Løgumkloster. 
I september 2018 blev hun udnævnt af EHF som et af de 20 mest lovende talenter, som er værd at holde øje med i fremtiden.
Hun blev udtaget til landstræner Klavs Bruun Jørgensens bruttotrup til VM 2019 i Japan, men var ikke blandt de 16 udvalgte. Hun var med til at vinde bronzemedaljer med Danmark, ved VM i kvindehåndbold 2021 i Spanien. Hun var ligeledes med til at vinde sølv ved EM 2022 i Balkan. Friis blev ved sidstnævnte slutrunde kåret til turneringens bedste venstre fløj, foruden hun også var Danmarks topscorer med 40 mål.
I november 2023 annoncerede hun sit skifte til den rumænske storklub CSM Bucuresti fra sommeren 2024.